# Fatehabad (Agra)
Fatehabad is een nagar panchayat (plaats) in het district Agra van de Indiase staat Uttar Pradesh. 

## Demografie
Volgens de Indiase volkstelling van 2001 wonen er 19.318 mensen in Fatehabad, waarvan 54% mannelijk en 46% vrouwelijk is. De plaats heeft een alfabetiseringsgraad van 51%. 